# Gradiente Expert
El Expert, fabricado por Gradiente Eletrônica (hasta entonces más conocida como fabricante de consolas de juegos y equipos Hi-Fi) fue el segundo y último microordenador MSX producido en Brasil, a mediados de los años 1980. Lanzado un mes después del Hotbit de Epcom (justo a tiempo para la Navidad de 1985), el Expert XP-800 fue un clon inferior del National CF-3000, con una carcasa semejante a un sistema estéreo, un teclado separado con un conector propietario, sin led de Caps Lock o tecla de reset.
El Expert XP-800 fue seguido por el Expert GPC-1 («Gradiente Personal Computer») en 1987, y por el Expert Plus y Expert DD Plus (un sistema con una disquetera enchufada de 3 ½" y 720 KiB) en 1988. Los usuarios del Expert esperaron en vano por una máquina MSX2, pero Gradiente nunca ha producido tal equipo y ha abandonado la línea MSX en 1991.

## Versiones XP-800 / GPC-1
Las dos primeras versiones tenían una carcasa color grafito y los CI montados en zócalos, lo que ha provocado un problema crónico: cuando la máquina se calentaba demasiado, los CI con frecuencia saltaban y el sistema «congelaba». Además, el GPC-1, lanzado en 1987, tenía una ROM ligeramente modificada para resolver un problema de compatibilidad de tabla ASCII con el otro MSX brasileño, el Sharp Hotbit.

## Versiones Plus / DD Plus
Las dos últimas versiones tenían una carcasa negra y los CI problemáticos fueran reemplazados por un solo ASIC. Sin embargo, el RAM fue mapeado a un slot secundario y, aunque eso fuera correcto por las normas de MSX, ha causado muchos problemas con los programas que van buscar memoria en el lugar equivocado. Esto no ha contribuido a aumentar la popularidad de ambas las versiones Plus.

## Características técnicas
| UCP            | Zilog Z80A (XP-800 y GPC-1) a 3,58 MHz MSX Engine T7937A (Plus y DD Plus ) a 3,58 MHz                                           |
| RAM            | 64 KiB |
| VRAM           | 16 KiB (TMS9928) |
| ROM            | 32 KiB |
| Teclado        | mecánico, 89 teclas (con teclas de cursor y teclado numérico)                                                                   |
| Pantalla       | texto: 40 X 24; gráfico: 256 x 192 píxeles; 16 colores, 32 sprites                                                              |
| Sonido         | altavoz incorporado, General Instrument AY-3-8910 (PSG), 3 voces, ruido blanco                                                  |
| Puertos        | 2 conectores de joystick, puerto paralelo Centronics, 2 conectores de cartucho, salida de TV, salida de audio                   |
| Almacenamiento | Magnetófono de casete (1200/2400 baudios), una o dos unidades de disquete externas de 5¼" (360 KiB) o 3½" (720 KiB), opcionales |

## Periféricos
- JS-1: joystick
- DR-1: magnetófono de casete
- MM-12: monitor monocromático de 12"
- TM-1: módem externo de 1200-75 bps con puerto RS-232C
- TA-1: adaptador de TV